# Bladfranjekelkje
Het bladfranjekelkje (Lachnum soppittii) is een schimmel behorend tot de familie Lachnaceae. Het leeft saprotroof op afgevallen bladeren van Carpinus.

## Verspreiding
In Nederland komt het bladfranjekelkje zeer zeldzaam voor.